# Noyers (Loiret)
Noyers település Franciaországban, Loiret megyében. Lakosainak száma 743 fő (2022. január 1.). Noyers Chailly-en-Gâtinais, Coudroy, La Cour-Marigny, Lorris és Thimory községekkel határos.

## Népesség
A település népességének változása:
| Lakosok száma | 330  | 504  | 543  | 703  | 783  | 782  | 756  | 737  | 731  | 743  |
|               | 1968 | 1982 | 1990 | 2006 | 2013 | 2015 | 2017 | 2019 | 2020 | 2022 |